# Пати, Марк
Марк Лоуренс Пати (англ. Mark Laurence Pathy; род. в июле 1969) — канадский бизнесмен, филантроп, инвестор, космический турист.

## Образование
Марк Пати получил степень бакалавра в Университете Торонто и степень MBA в INSEAD.

## Предпринимательская и благотворительная деятельность
Марк Пати является генеральным директором Mavrik Corp., частной канадской инвестиционной компании, и председателем Stingray Group. Фонд Pathy Family Foundation, секретарем которого он является, имел более 252 миллионов канадских долларов в активах по состоянию на 2018 год. Марк Пати и его жена Джессика недавно внесли свой вклад в кампанию по сбору средств для Фонда Монреальской еврейской больницы общего профиля (JGH), который на сегодняшний день собрал 5,5 млн долларов. В результате был создан Центр передового опыта в области инфекционных заболеваний, названный в их честь.

## Космический полет
В январе 2021 года было объявлено, что Пати заплатил 50 миллионов долларов США за место космического туриста в качестве специалиста миссии SpaceX AX-1 Миссия стартовала 8 апреля 2022 года и продолжалась 17 дней 1 час 49 минут. Это был первый полностью туристический полет на Международную космическую станцию. На борту станции Пати принял участие в более чем дюжине исследовательских проектов с участием канадских университетов, а также Научно-исследовательского института детской больницы Монреаля.